# Departaments de Txad

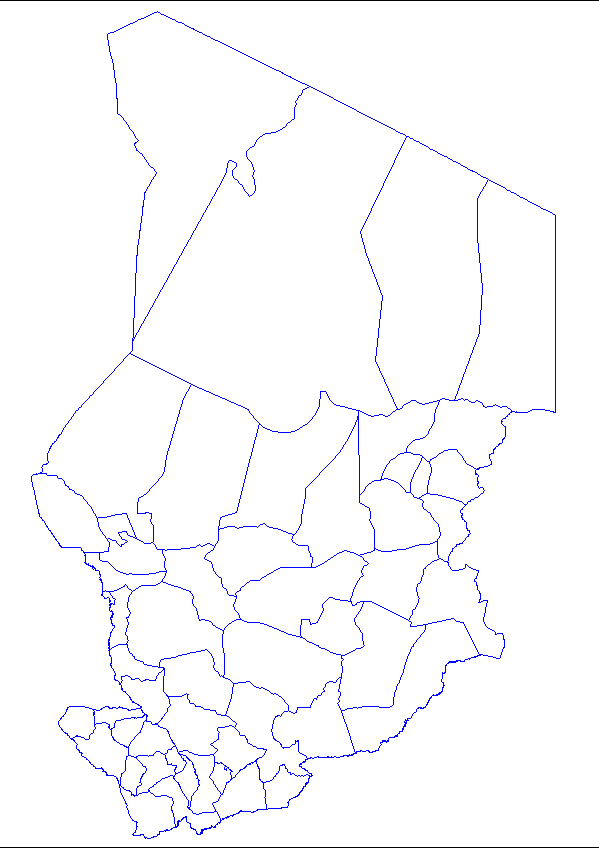
Departaments de Txad.

Les regions del Txad estan dividides en 63 departaments.

## Departaments agrupats perregions

### Bahr El Gazel
| Departament            | Capital  | Població | Població | Població | Sotsprefectures                      |
| ---------------------- | -------- | -------- | -------- | -------- | ------------------------------------ |
| Bahr el Gazel del Nord | Salal    |          |          |          | Salal, Dourgoulanga, Mandjoura       |
| Bahr el Gazel del Sud  | Moussoro |          |          |          | Moussoro, Amsilep, Chadra, Michemiré |

### Batha
| Departament | Capital    | Població | Població | Població | Sotsprefectures                                   |
| ----------- | ---------- | -------- | -------- | -------- | ------------------------------------------------- |
| Batha Oest  | Ati        |          |          |          | Ati, Djédaa, Koundjourou, Hidjelidjé              |
| Batha Est   | Oum Hadjer |          |          |          | Oum Hadjer, Am Sack, Assinet, Haraze Djombo Kibit |
| Fitri       | Yao        |          |          |          | Yao, N'Djamena Bilala                             |

### Borkou
| Departament | Capital      | Població | Població | Població | Sotsprefectures                   |
| ----------- | ------------ | -------- | -------- | -------- | --------------------------------- |
| Borkou      | Faya-Largeau |          |          |          | Faya-Largeau (Faya), Kouba Olanga |
| Borkou Yala | Kirdimi      |          |          |          | Kirdimi, Yarda                    |

### Chari-Baguirmi
| Departament | Capital  | Població | Població | Població | Sotsprefectures                               |
| ----------- | -------- | -------- | -------- | -------- | --------------------------------------------- |
| Baguirmi    | Massenya |          |          |          | Massenya, Dourbali, Maï Aïche                 |
| Chari       | Mandélia |          |          |          | Mandélia, Koundoul, La Loumia, Linia, Lougoun |
| Loug Chari  | Bousso   |          |          |          | Bousso, Bä Illi, Bogomoro, Kouno, Mogo        |

### Ennedi
| Departament | Capital   | Població | Població | Població | Sotsprefectures                               |
| ----------- | --------- | -------- | -------- | -------- | --------------------------------------------- |
| Ennedi      | Fada      |          |          |          | Fada, Gouro, Kalait, Ounianga, Nohi           |
| Wadi Hawar  | Amdjarass |          |          |          | Amdjarass, Bahaï, Bao Billiat, Kaoura, Mourdi |

### Guéra
| Departament  | Capital  | Població | Població | Població | Sotsprefectures                          |
| ------------ | -------- | -------- | -------- | -------- | ---------------------------------------- |
| Abtouyour    | Bitkine  |          |          |          | Bitkine, Bang Bang                       |
| Barh Signaka | Melfi    |          |          |          | Melfi, Chinguil, Mokofi                  |
| Guéra        | Mongo    |          |          |          | Mongo, Baro, Niergui                     |
| Mangalmé     | Mangalmé |          |          |          | Mangalmé, Bitchotchi, Eref, Kouka Margni |

### Hadjer-Lamis
| Departament    | Capital   | Població | Població | Població | Sotsprefectures                 |
| -------------- | --------- | -------- | -------- | -------- | ------------------------------- |
| Dababa         | Bokoro    |          |          |          | Bokoro, Gama, Moïto             |
| Dagana         | Massakory |          |          |          | Massakory, Karal, Tourba        |
| Haraze Al Biar | Massaguet |          |          |          | Massaguet, Mani, N'Djamena Fara |

### Kanem
| Departament    | Capital | Població | Població | Població | Sotsprefectures                |
| -------------- | ------- | -------- | -------- | -------- | ------------------------------ |
| Kanem          | Mao     |          |          |          | Mao, Kekedina, Melea, Wadjigui |
| Kanem del Nord | Nokou   |          |          |          | Nokou, Ntiona, Rig Rig, Ziguey |
| Wadi Bissam    | Mondo   |          |          |          | Mondo, Am Doback               |

### Lac
| Departament | Capital | Població | Població | Població | Sotsprefectures                        |
| ----------- | ------- | -------- | -------- | -------- | -------------------------------------- |
| Mamdi       | Bol     |          |          |          | Bol, Bagassola, Daboua, Kangalam, Liwa |
| Wayi        | Ngouri  |          |          |          | Ngouri, Doum Doum, Kouloudia           |

### Logone Occidental
| Departament | Capital   | Població | Població | Població | Sotsprefectures                                                |
| ----------- | --------- | -------- | -------- | -------- | -------------------------------------------------------------- |
| Dodjé       | Béïnamar  |          |          |          | Béïnamar, Béïssa, Laoukassy, Tapol                             |
| Guéni       | Krim Krim |          |          |          | Krim Krim, Bao, Bémangra, Doguindi                             |
| Lac Wey     | Moundou   |          |          |          | Moundou, Bah, Déli, Dodinda, Mbalkabra, Mballa Banyo, Ngondong |
| Ngourkosso  | Bénoye    |          |          |          | Bénoye, Bébalem, Békiri, Béladjia, Bourou, Saar Gogné          |

### Logone Oriental
| Departament     | Capital   | Població | Població | Població | Sotsprefectures                                  |
| --------------- | --------- | -------- | -------- | -------- | ------------------------------------------------ |
| Kouh Oriental   | Bodo      |          |          |          | Bodo, Bédjo, Béti                                |
| Kouh Occidental | Béboto    |          |          |          | Béboto, Baké, Dobiti                             |
| La Nya          | Bébédjia  |          |          |          | Bébédjia, Béboni, Komé, Mbikou, Miandoum         |
| La Nya Pendé    | Goré      |          |          |          | Goré, Yamodo, Békan, Donia,                      |
| La Pendé        | Doba      |          |          |          | Doba, Kara, Madana                               |
| Monts de Lam    | Baïbokoum |          |          |          | Baïbokoum, Béssao, Laramanaye, Mbaïkoro, Mbitoye |

### Mandoul
| Departament        | Capital  | Població | Població | Població | Sotsprefectures                                            |
| ------------------ | -------- | -------- | -------- | -------- | ---------------------------------------------------------- |
| Barh Sara          | Moïssala |          |          |          | Moïssala, Béboro, Békourou, Bouna, Dembo                   |
| Mandoul Occidental | Bédjondo |          |          |          | Bédjondo, Bébopen, Békamba, Peni                           |
| Mandoul Oriental   | Koumra   |          |          |          | Koumra, Bédaya, Béssada, Goundi, Mouroum Goulaye, Ngangara |

### Mayo-Kebbi Est
| Departament | Capital     | Població | Població | Població | Sotsprefectures                                 |
| ----------- | ----------- | -------- | -------- | -------- | ----------------------------------------------- |
| Kabbia      | Gounou Gaya |          |          |          | Gounou Gaya, Berem, Djodo Gassa                 |
| Mayo-Boneye | Bongor      |          |          |          | Bongor, Gam, Kim, Koyom, Moulkou, Rigaza, Samga |
| Mayo-Lémié  | Guélendeng  |          |          |          | Guélendeng, Katoa, Nanguigoto                   |
| Mont d'Illi | Fianga      |          |          |          | Fianga, Hollom Gamé, Kéra, Tikem, Youé          |

### Mayo-Kebbi Oest
| Departament | Capital | Població | Població | Població | Sotsprefectures             |
| ----------- | ------- | -------- | -------- | -------- | --------------------------- |
| Lac Léré    | Léré    |          |          |          | Léré, Binder, Guégou, Lagon |
| Mayo-Dallah | Pala    |          |          |          | Pala, Gagal, Lamé, Torrock  |

### Moyen-Chari
| Departament | Capital | Població | Població | Població | Sotsprefectures                                                                  |
| ----------- | ------- | -------- | -------- | -------- | -------------------------------------------------------------------------------- |
| Barh Kôh    | Sarh    |          |          |          | Sarh, Balimba, Korbol, Koumogo, Moussa Foyo                                      |
| Grande Sido | Maro    |          |          |          | Maro, Danamadji, Djéké Djéké, Sido                                               |
| Lac Iro     | Kyabé   |          |          |          | Kyabé, Alako, Bohobé, Baltoubaye, Boum Kebbir, Dindjebo, Ngondeye, Roro, Singako |

### Ouaddaï
| Departament | Capital | Població | Població | Població | Sotsprefectures                                                 |
| ----------- | ------- | -------- | -------- | -------- | --------------------------------------------------------------- |
| Abdi        | Abdi    |          |          |          | Abdi, Abkar Djombo, Biyeré                                      |
| Assoungha   | Adré    |          |          |          | Adré, Borota, Hadjer Hadid, Mabrone, Molou, Tourane             |
| Ouara       | Abéché  |          |          |          | Abéché, Abougoudam, Amleyouna, Bourtaïl, Chokoyan, Gurry, Marfa |

### Salamat
| Departament       | Capital  | Població | Població | Població | Sotsprefectures             |
| ----------------- | -------- | -------- | -------- | -------- | --------------------------- |
| Aboudeïa          | Aboudeïa |          |          |          | Abou-Deïa, Abgué, Am Habilé |
| Barh-Azoum        | Am Timan |          |          |          | Am Timan, Djouna, Mouraye   |
| Haraze-Mangueigne | Haraze   |          |          |          | Haraze, Daha, Mangueigne    |

### Sila
| Departament       | Capital   | Població | Població | Població | Sotsprefectures                                                   |
| ----------------- | --------- | -------- | -------- | -------- | ----------------------------------------------------------------- |
| Djourouf Al Ahmar | Am Dam    |          |          |          | Am Dam, Haouich, Magrane                                          |
| Kimiti            | Goz Beïda |          |          |          | Goz Beïda, Adé, Kerfi, Koukou-Angarana, Mogororo, Moudeïna, Tissi |

### Tandjié
| Departament   | Capital | Població | Població | Població | Sotsprefectures                                             |
| ------------- | ------- | -------- | -------- | -------- | ----------------------------------------------------------- |
| Tandjilé Est  | Laï     |          |          |          | Laï, Deressia, Dono Manga, Guidari, N'Dam                   |
| Tandjilé Oest | Kélo    |          |          |          | Kélo, Baktchoro, Béré, Bologo, Dafra, Delbian, Dogou, Kolon |

### Tibesti
| Departament  | Capital | Població | Població | Població | Sotsprefectures                  |
| ------------ | ------- | -------- | -------- | -------- | -------------------------------- |
| Tibesti Est  | Bardaï  |          |          |          | Bardaï, Aouzou, Yebbibou, Zoumri |
| Tibesti Oest | Zouar   |          |          |          | Zouar, Goubonne, Wour            |

### Wadi Fira
| Departament | Capital | Població | Població | Població | Sotsprefectures                  |
| ----------- | ------- | -------- | -------- | -------- | -------------------------------- |
| Biltine     | Biltine |          |          |          | Biltine, Mata                    |
| Darh Tama   | Guéréda |          |          |          | Guéréda, Kolonga, Sirim Birke    |
| Kobé        | Iriba   |          |          |          | Iriba, Matadjana, Tiné Djagaraba |

### N'Djamena(capital)
N'Djamena, la capital del Txad, és una regió d'estatus especial. No té departaments però està dividida en 10 districtes, anomenats arrondissements.